# Poa durifolia
Poa durifolia là một loài cỏ trong họ hòa thảo, thuộc chi poa.